# Pinchita
La pinchita és un mineral de la classe dels halurs. Rep el seu nom en honor de William (Bill) Wallace Pinch (1940) de Rochester, Nova York, un col·leccionista de minerals aficionat, per les seves desinteressades aportacions a la mineralogia a través de la identificació d'espècimens per a l'estudi i posant-los a disposició de la comunitat acadèmica.

## Característiques
La pinchita és un halur de fórmula química Hg²⁺₅Cl₂O₄. Cristal·litza en el sistema ortoròmbic.
Segons la classificació de Nickel-Strunz, la pinchita pertany a «03.DD: Oxihalurs, hidroxihalurs i halurs amb doble enllaç, amb Hg» juntament amb els següents minerals: eglestonita, poiarkovita, kadyrelita, vasilyevita, hanawaltita, terlinguaïta, gianel·laïta, mosesita, kleinita, tedhadleyita, terlinguacreekita, kelyanita, aurivilliusita i comancheïta.

## Formació i jaciments
Va ser descoberta l'any 1974 al districte de Terlingua del comtat de Brewster, a Texas (Estats Units). Es tracta de l'únic indret on ha estat trobada aquesta espècie.